# Bias (Lot-et-Garonne)
Bias ist eine französische Gemeinde mit 2965 Einwohnern (Stand: 1. Januar 2022) im Département Lot-et-Garonne in der Region Nouvelle-Aquitaine. Sie gehört zum Arrondissement Villeneuve-sur-Lot und zum Kanton Villeneuve-sur-Lot-2. Die Einwohner werden Biassais genannt.

## Geografie
Bias liegt am Fluss Lot, in den hier sein Zufluss Masse de Pujol einmündet. Umgeben wird Bias von den Nachbargemeinden Lédat im Norden, Villeneuve-sur-Lot im Osten, Pujols im Süden, Sainte-Colombe-de-Villeneuve im Südwesten, Sainte-Livrade-sur-Lot und Allez-et-Cazeneuve im Westen sowie Casseneuil im Nordwesten.

## Geschichte
Von Ende 1939 bis zum Waffenstillstand von Compiègne (1940) wurde versucht, auf einem Gelände, das zum Teil zur Gemarkung von Bias gehörte, eine große Schießpulverfabrik, mit dem Entwicklungsprojekt zur Poudrerie nationale de Sainte-Livrade-sur-Lot, zu errichten. Für den Bau dieser Fabrik waren ungefähr 5000 Menschen tätig, darunter etwa 3500 spanische Bürgerkriegsflüchtlinge, die in Frankreich Schutz gesucht hatten und hier nun als Zwangsarbeiter rekrutiert wurden. Zur Unterbringung dieser Arbeitskräfte entstanden im Umfeld der Poudrerie fünf Barackenlager, eines davon in der Gemarkung von Bias. (Lage)
Das Camp d'Astor erlebte auch nach dem Scheitern des Poudrerie-Projekts noch eine wechselvolle Geschichte, in der sich vor allem auch das Scheitern der Kolonialmacht Frankreich spiegelt. Das Camp beherbergte Flüchtlinge aus dem verlorenen Indochinakrieg und nach der Niederlage im algerischen Unabhängigkeitskrieg muslimischen Hilfskräfte der ehemaligen Kolonialmacht, die Harkis. In dieser letzten Phase seiner Existenz, die 1975 ihren Anfang nahm, war das Camp d'Astor auch ein Zentrum der frankreichweiten Revolten der Harkis gegen ihre gesellschaftliche Diskriminierung.
Auf dem Gelände des Camp d'Astor entstand nach dessen Schließung die Siedlung Paloumet-Astor.

## Bevölkerungsentwicklung
| Jahr      | 1962 | 1968 | 1975 | 1982 | 1990 | 1999 | 2006 | 2018 |
| Einwohner | 1146 | 2483 | 2601 | 2600 | 3032 | 2955 | 3169 | 3014 |

## Sehenswürdigkeiten

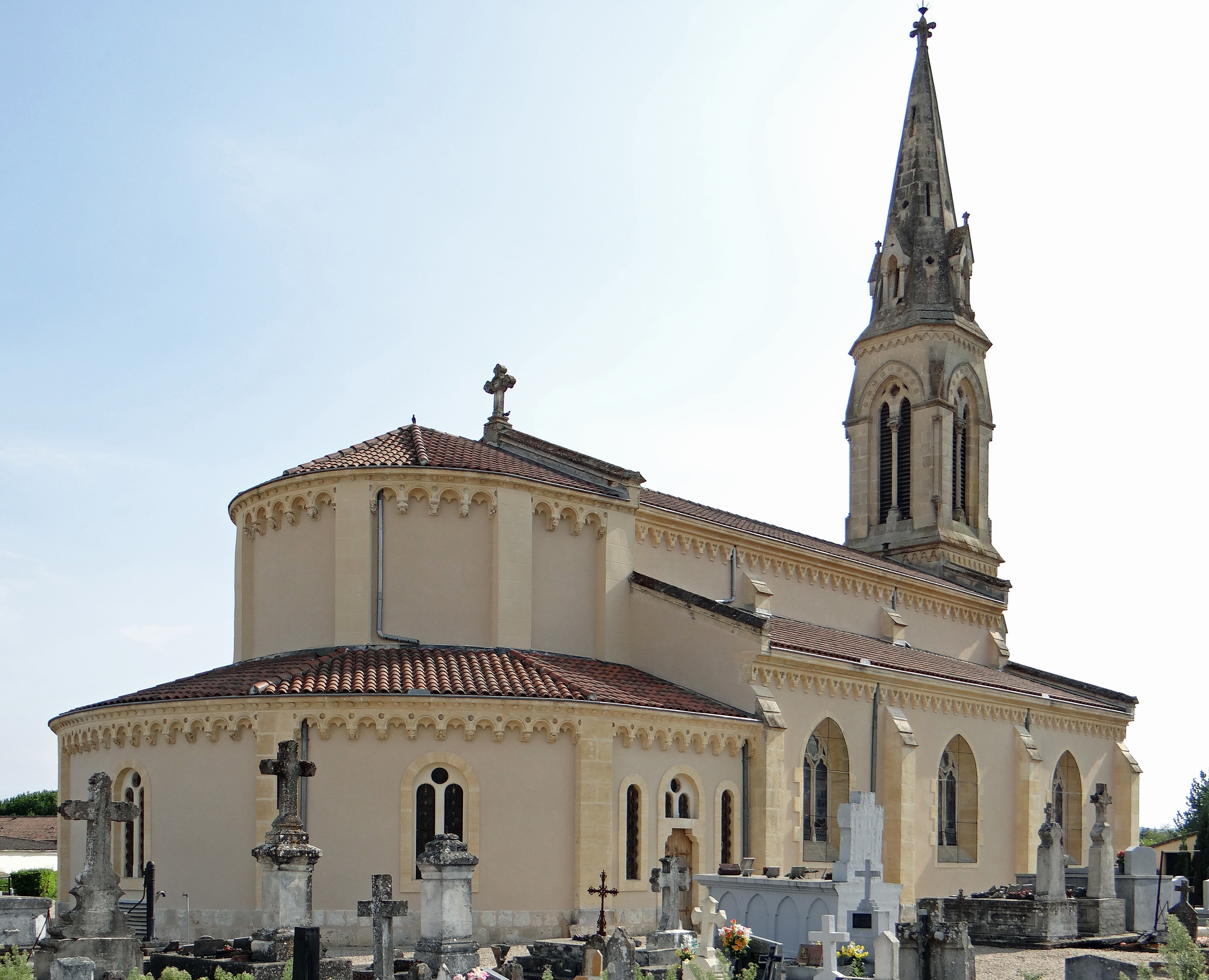
Kirche Notre-Dame
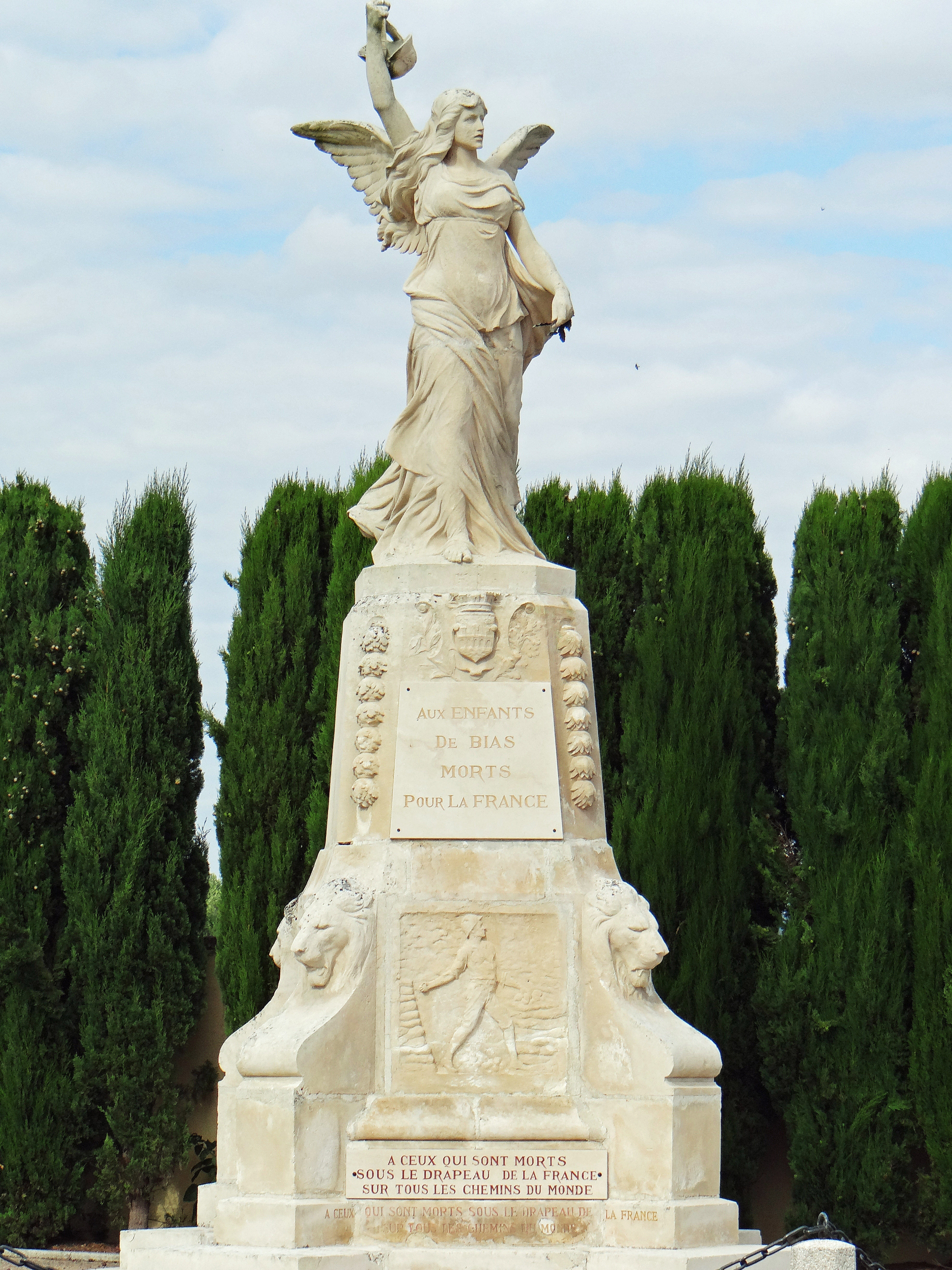
Gefallenendenkmal
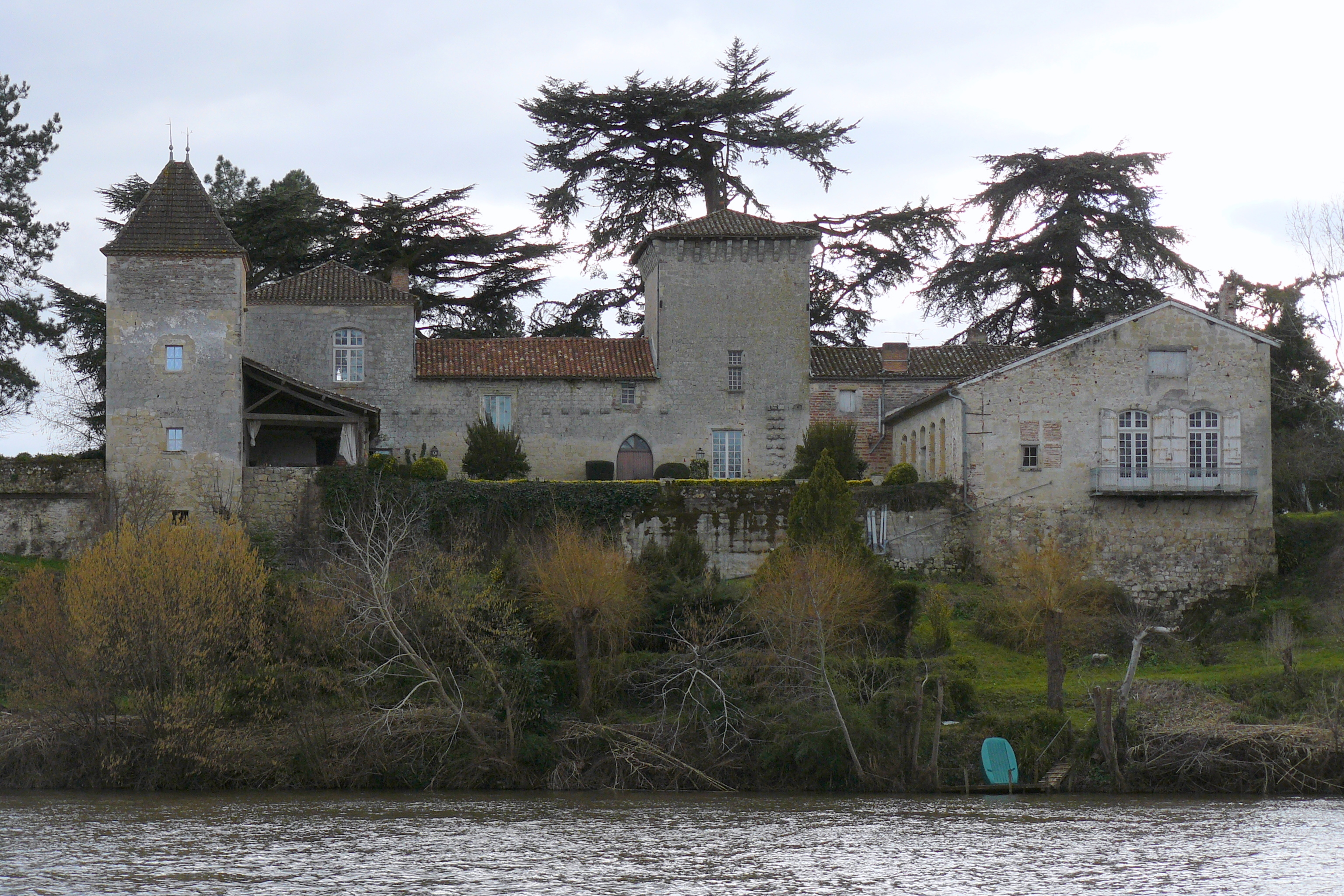
Schloss Favols, seit 1981 Monument historique
- Domäne Senelles, seit 2012 Monument historique
- Mahnmal der Toten der Kriege
- Seit 2001 erinnerte ein Gedenkstein am Eingang des ehemaligen Camp d'Astor an die Harkis.[2] Die dort angebrachte Gedenktafel ging nur sehr allgemein auf das Schicksal der Harkis ein, in dem auf ihr ein Gesetzesartikel zitiert wurde, und sie hatte keinen direkten Bezug zur Geschichte der Harkis in Bias. Im September 2018 wurde diese Tafel, das einzige Objekt der Erinnerung in Bias an die Harkis, „zerstört, indem sie in Stücke geschlagen wurde. Ein weiterer Schachzug in Sachen Vergessen.“[3]

- Kirche Notre-Dame
- Gefallenendenkmal
- Schloss Favols